# Ромулус Киндя
Ромулус Киндя (Ромуїл Киндя; Ромул Кандеа; рум. Romulus Cândea; 7 (19) жовтня 1886, Авріг (рум. Avrig, нім. Freck, угор. Felek), район Сібіу (Трансільванія), Румунія — 19 січня 1973, там само) — доктор права і філософії,професор, магістр витончених мистецтв, румунський історик, ректор Чернівецького університету в 1925—1926 навчальному році, член-кореспондент Румунської академії наук, примар (міський голова) Чернівців у 1927—1929 роках, громадський діяч.

## Біографія
Навчався в євангелістському ліцеї у м. Сібіу (1897—1905).
Вищу освіту здобув на теологічному факультеті Чернівецького університету (1905—1909).
У 1911 році в Чернівцях захистив докторську дисертацію з теології.
Для поглиблення набутих знань відвідував курси спеціалізації з історії у Берліні (1910—1911) та Лейпцизі (став магістром витончених мистецтв на факультеті історії та філософії Лейпцизького університету) (1911—1912).
У 1916 році Р. Киндя здобув науковий ступінь доктора філософії.
Впродовж 1915—1919 років обіймав посаду професора духовної семінарії у м. Сібіу.
У 1919 році переїхав до Чернівців, де в Чернівецькому університеті став титулярним професором всесвітньої історії церкви теологічного факультету (1919—1922), завідувачем кафедрою середньої світовій історії та сучасного мистецтва на факультеті літератури та філософії в Чернівцях (1922—1940).
Обирався деканом факультету літератури та філософії в 1923—1924 навчальному році та на 1925—1926 навчальний рік ректором Чернівецького університету.
У 1927—1929 роках працював примарем Чернівців.
Протягом 1940—1947 років — професор всесвітньої історії факультету літератури та філософії університету в м. Клуж-Напока (Румунія).
Був членом-фундатором Інституту історії та мови Чернівецького університету; засновником та керівником періодичного видання «Сучава», почесним членом товариства «Православна Академія», сенатором Чернівецького університету.
У 1932 році обраний почесним громадянином с. Неполоківці.
З 1929 року член-кореспондент Румунської академії наук.
Помер Ромулус Киндя 19 січня 1973 році в рідному місті Авріг.

## Публікації[3]
Ромуїл Киндя був активним дописувачем періодичних видань: «Glasul Bucovinei» («Голос Буковини», «Candela» («Лампада»), «Junimea literara» («Літературна юність»).
Наукові праці:

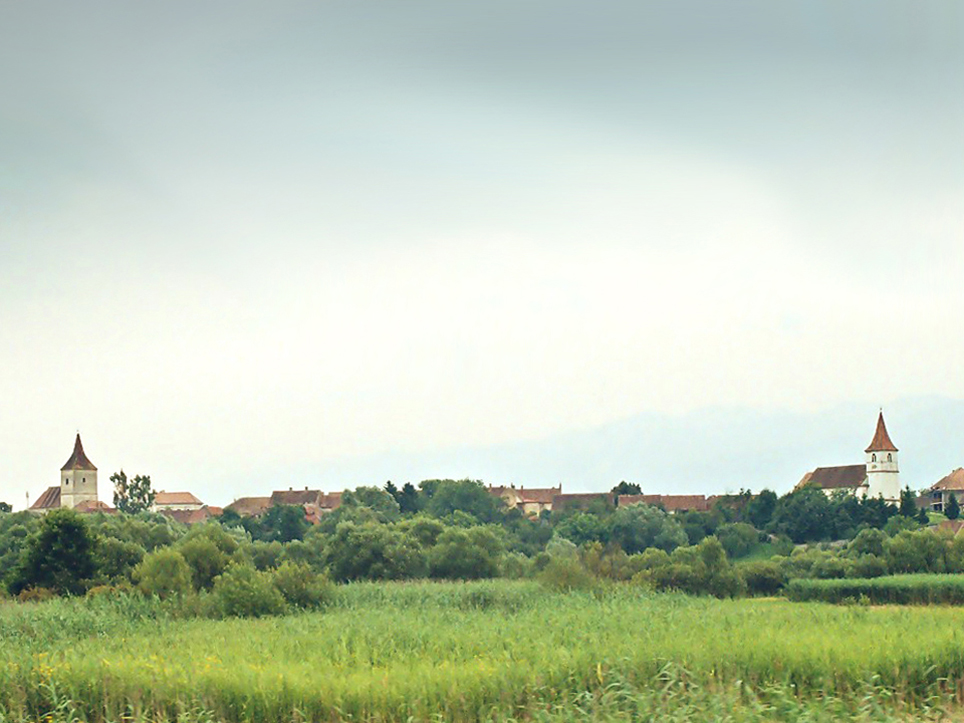
На батьківщині Р. Кинді

- «Католицизм у Молдові у XVII ст.»;
- «Конкордат. Розділ політичної історії»;
- «Митрополит Володимир де Репта»;
- «Вступ до історичних студій»;
- «Реформа вищої освіти» та інші.